# Nicolas Lavreince
Niklas Lafrensen, dit « Nicolas Lavreince » ou « Lavrince », né le 30 octobre 1737 à Stockholm où il est mort le 6 décembre 1807, est un dessinateur et peintre à la gouache de portraits et d’histoire suédois.

## Biographie
Élève de son père, le miniaturiste suédois Niclas Lafrensen, dit le Vieux, Lavreince se consacra d’abord à la même discipline, avant de prendre, en 1771, le chemin de Paris, où il peignit de petits portraits à l’aquarelle et à l’huile.
Nommé, à son retour en Suède, en 1773, membre de l’Académie de Stockholm et peintre de la cour, il revint néanmoins à Paris en 1774, où il produisit, jusqu’à la Révolution, de nombreux dessins de style rococo destinés à servir de modèles à des graveurs, tout inspirés de l’esprit enjoué et plein de grâce de cette fin de l’Ancien Régime dans le genre de Lancret, Pater et Fragonard. Il a peint les figures dans les œuvres de Bellanger[Lequel ?]. Ces sujets tour à tour galants, enjoués, ou badins, ont été reproduits par une trentaine de graveurs contemporains, comme Benossi, François Dequevauviller, Nicolas de Launay, Helman, Bréa, Vidal, Heinrich Guttenberg, Mariage ou Pierron, et connurent un grand succès commercial à l’époque.
De retour à Stockholm après 1791, il peignit des portraits, de petites scènes historiques et des fêtes galantes dont Les Offres séduisantes gravée par Delignon (vers 1800).

## Galerie

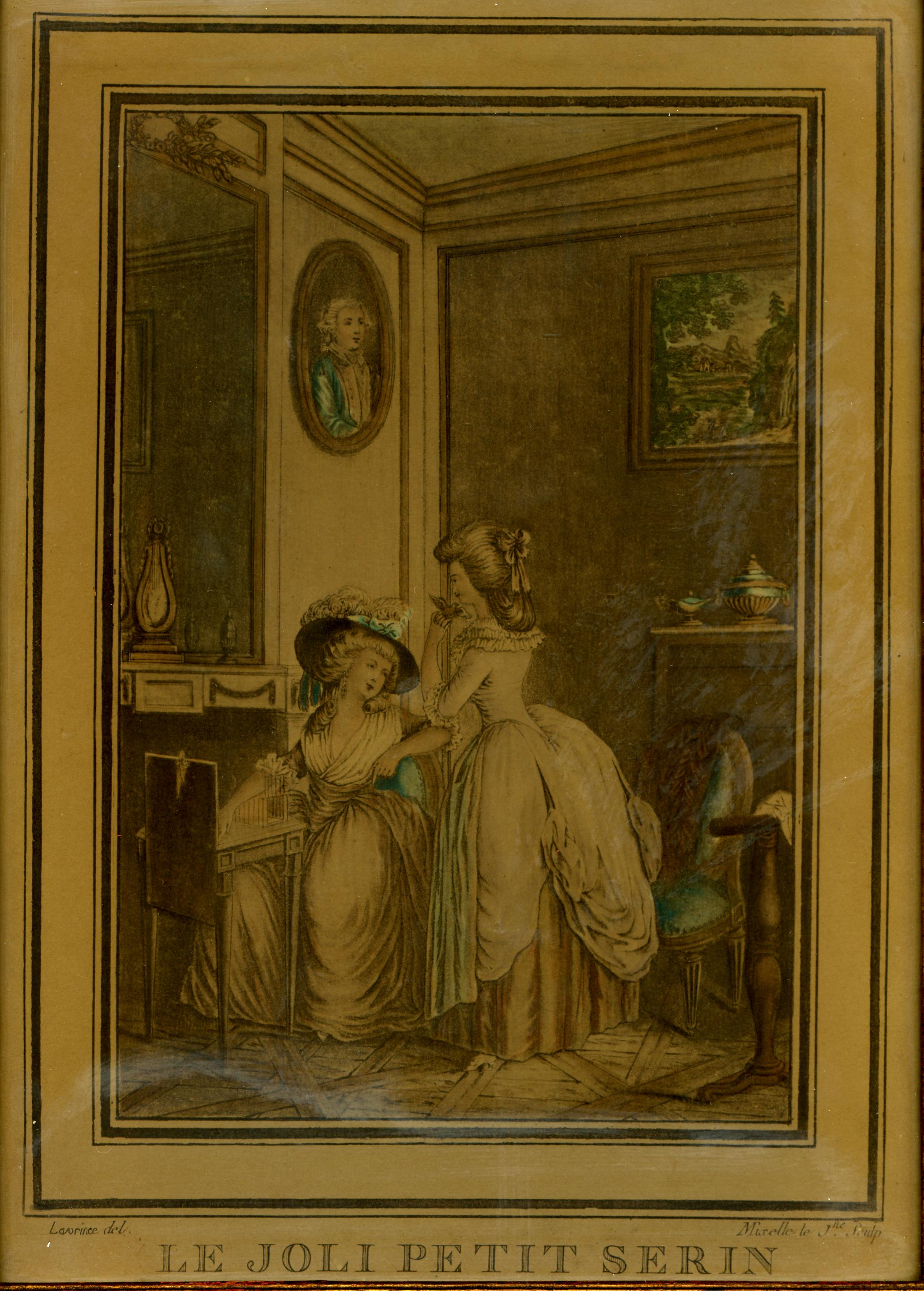
Le joli petit serin, dessin de Lavrince gravé par Jean Marie Mixelle.
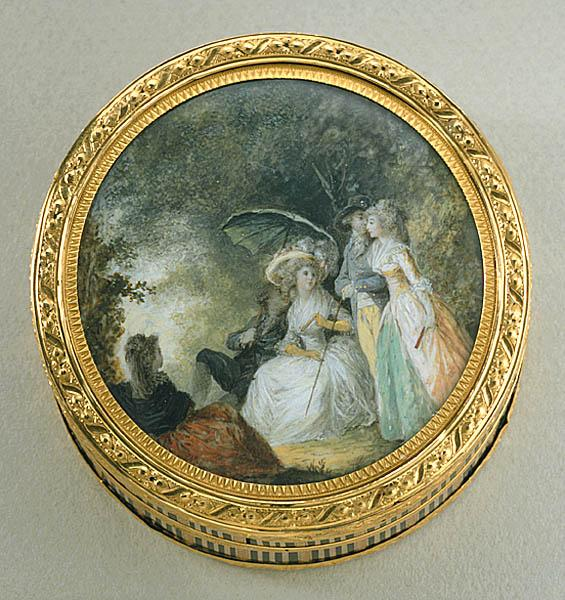
Conversation dans un parc.
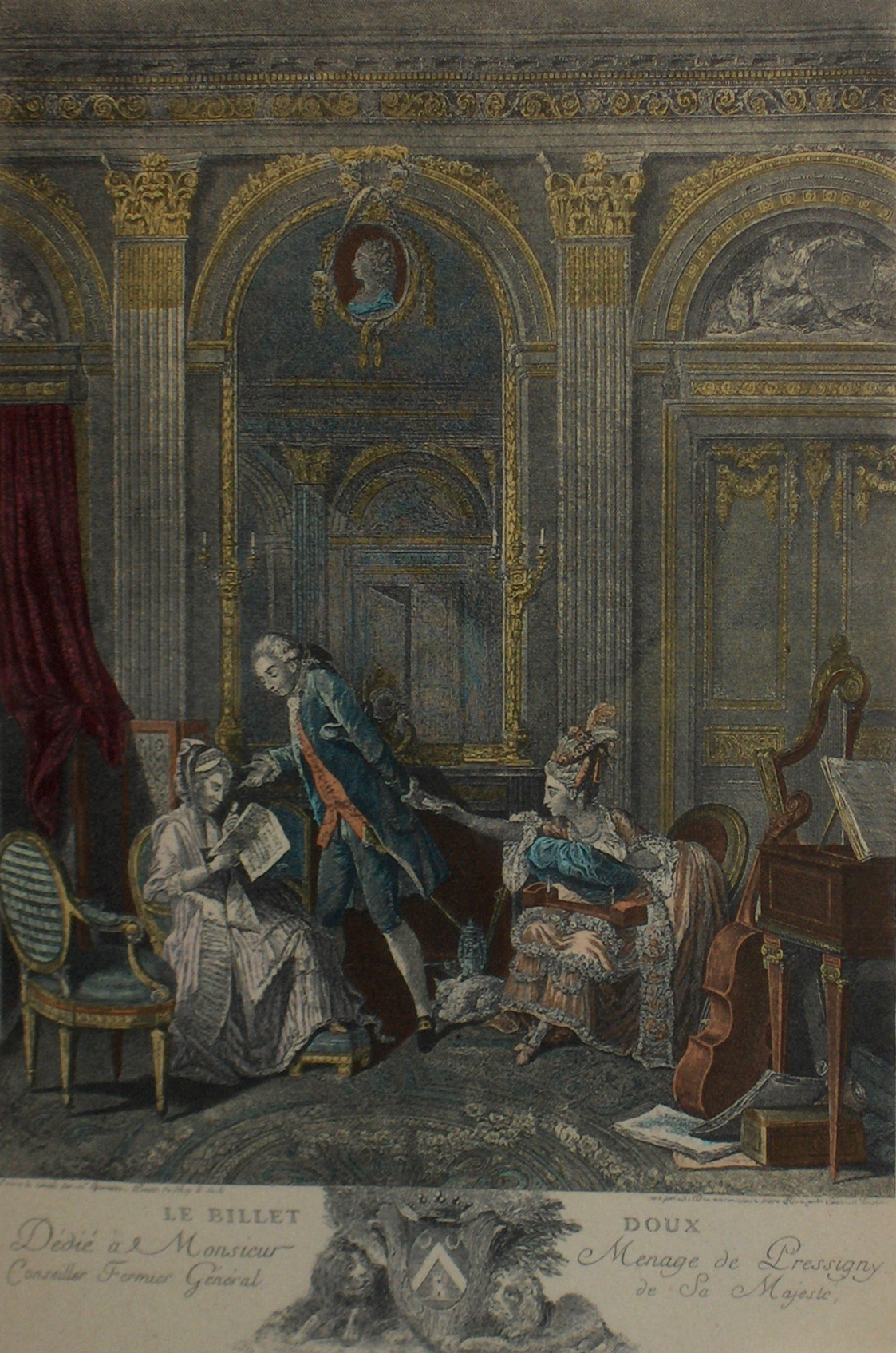
Le Billet doux.
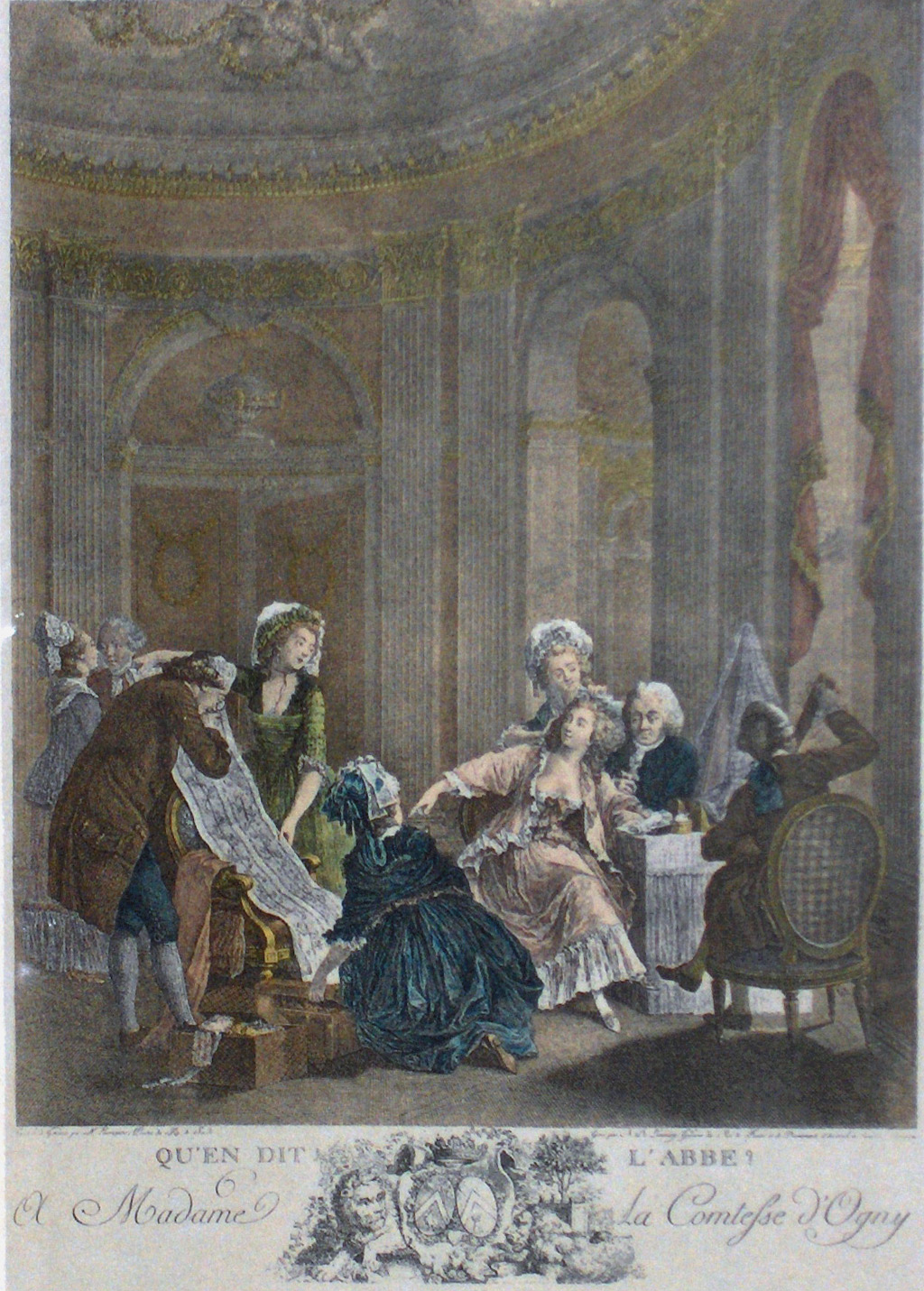
Qu'en dit l'abbé ?
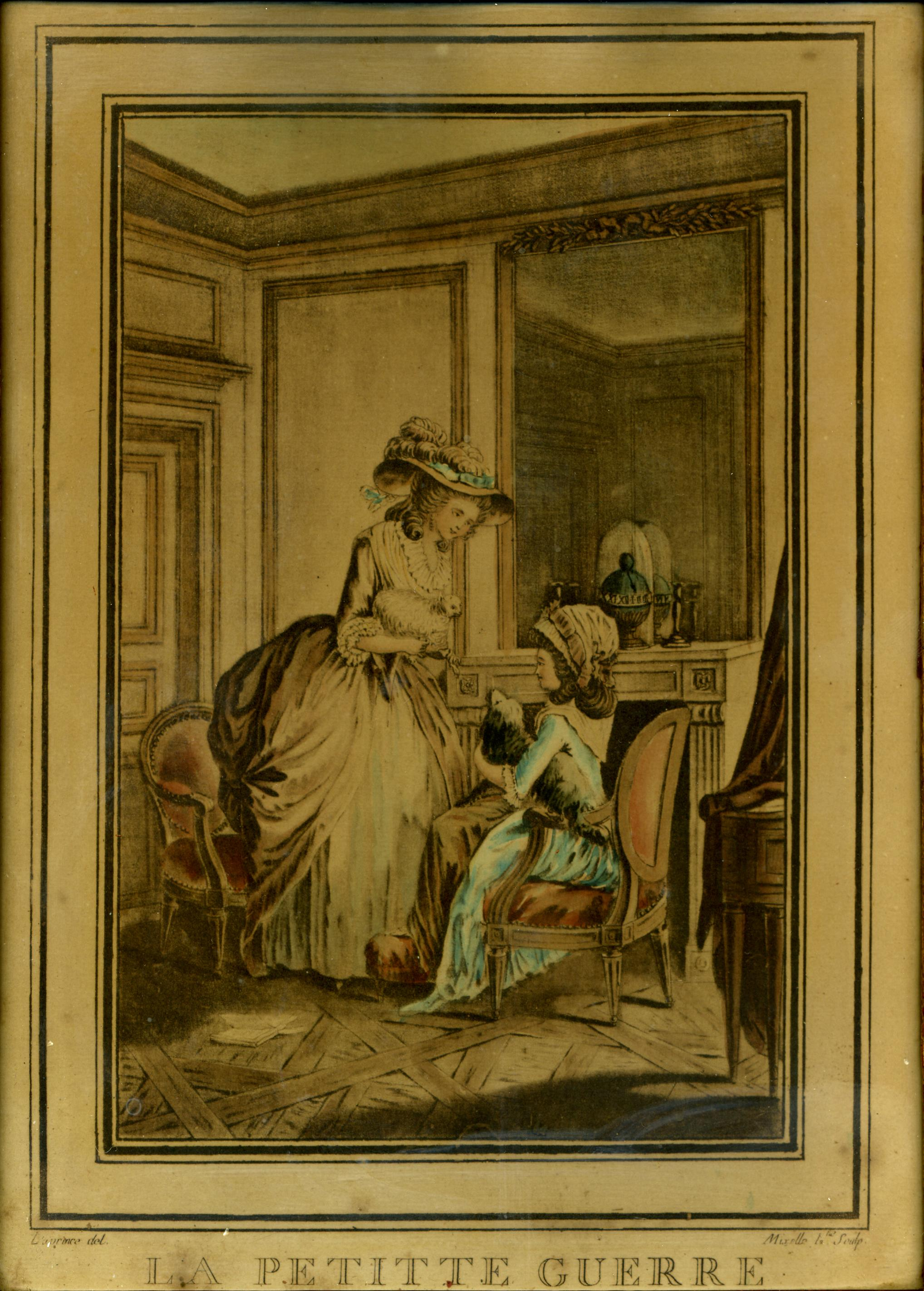
La Petite Guerre, dessin de Lavrince gravé par Mixelle le jeune.